# Humilhados e Ofendidos

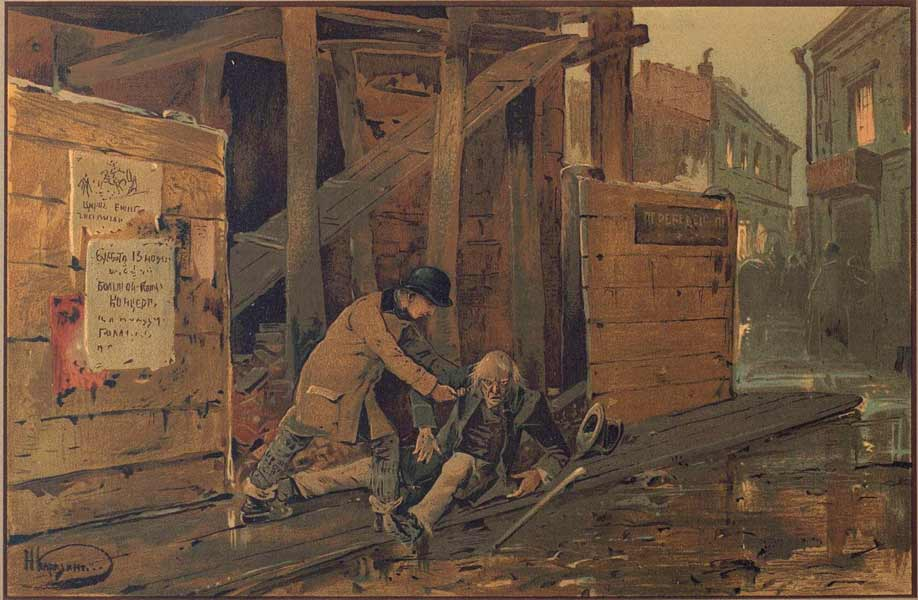
Ilustração para o romance "Humilados e ofendidos" Nikolai Karazin, 1893

Humilhados e ofendidos (Униженные и оскорбленные) é um romance do escritor russo Fiódor Dostoiévski publicado em 1861. Retrata personagens perseguidos por conta de sua condição econômica e social, no entanto, resistentes à hipocrisia e falta de humanidade de seus ofensores.
A história descreve a dura realidade e miséria entre classes, bem como a profundidade psicológica das personagens. Neles também, pode-se notar alguns maniqueísmos presentes na descrição de figuras como o príncipe Valkovski.
Considerado pela critica um dos romances mais notáveis de Dostoiévski, Humilhados e Ofendidos é um retrato contundente e profundo da vida nas grandes cidades. Escrito para ser publicado em um jornal, sua narrativa ágil atrai, envolvendo-o em uma atmosfera de grande tensão psicológica.